# Monti Guadalupe
I Monti Guadalupe sono una catena montuosa degli Stati Uniti d'America, localizzata tra il Texas occidentale e il Nuovo Messico sud-orientale. Il punto più elevato è raggiunto dal Guadalupe Peak a 2.667 metri sul livello del mare. Si trovano a sud-est dei Monti Sacramento e ad est dei Monti Brokeoff.